# Mildred Goodman
Mildred Goodman (* 13. November 1922 in Montreal; † 11. Dezember 2017) war eine kanadische Violinistin.

## Leben
Goodman studierte von 1936 bis 1938 bei Sascha Jacobsen am Institute of Musical Art (später Juilliard School of Music) und danach bis 1940 an der McGill University bei Maurice Onderet. Zwischen 1943 und 1945 nahm sie Kurse bei Jacques Gordon.
Seit Anfang der 1940er Jahre trat sie als Solistin mit dem Ladies’ Morning Musical Club, dem Montreal Symphony Orchestra und der Pro Musica Society auf. Von 1940 bis 1961 war sie Konzertmeister des Montreal Women's Symphony Orchestra. Daneben war sie 1942 bis 1944 Mitglied des McGill String Quartet und 1955 bis 1963 des Montreal String Quartet. Als Mitglied des Montreal String Quartett spielte sie im Rahmen der Glenn Gould Edition Brahms’ Quintett für Streicher und Klavier in f-Moll ein.
Von 1950 bis 1983 war Goodman Mitglied des Montreal Symphony Orchestra. Außerdem spielte sie in dem Ensemble Musica Antica e Nuova (1951–1955), im Montreal Trio, dem McGill Chamber Orchestra und verschiedenen Orchestern der CBC. Zwischen 1960 und 1963 besuchte sie Meisterklassen von Oscar Shumsky und Henryk Szeryng. Seit 1963 unterrichtete sie an der McGill University. Goodman war mit dem Komponisten Clermont Pépin († 2006) verheiratet.